# Zveza Vaterpolskih Društev Slovenije
La Zveza vaterpolskih društev Slovenije, nota con l'acronimo di ZVDS, è l'organo di governo, organizzazione e controllo della pallanuoto in Slovenia.